# Washingtonský summit (1999)

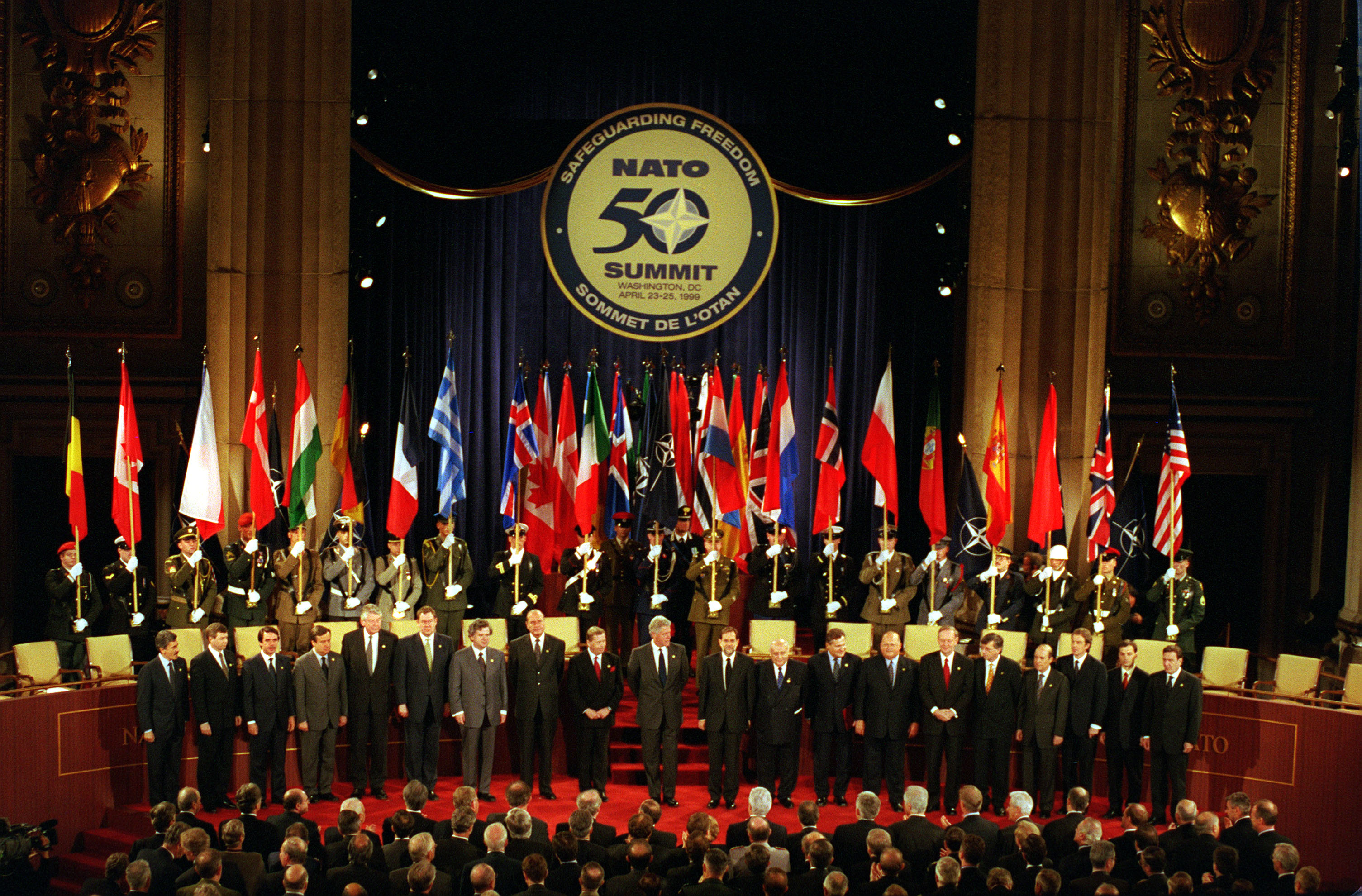

Washingtonský summit v roce 1999 byl 16. summit Severoatlantické aliance, který se konal ve Washingtonu, D.C. 23.–25. dubna 1999. Summit, který se konal v době vrcholícího bombardování Jugoslávie silami NATO, byl oslavou padesáti let existence aliance. Jednalo se o první summit, kterého se zúčastnili tři noví členové NATO (Česká republika, Maďarsko a Polsko).
Českou delegaci vedl Václav Havel provázený mimo jiné ministry zahraničí a obrany Janem Kavanem a Vladimírem Vetchým a náčelníkem generálního štábu Jiřím Šedivým.